# Mimosa mucronulata
Mimosa mucronulata là một loài thực vật có hoa trong họ Đậu. Loài này được Dum.Cours. miêu tả khoa học đầu tiên.